# 帝国軍人後援会
帝国軍人後援会（ていこくぐんじんこうえんかい）は、大日本帝国軍人を後援する社団法人である。　

## 概要
衆議院議員の郡山保定、石井大造が日清戦争開戦のための臨時国会記念碑建設運動にかかわるなか、たまたま参謀総長の川上操六が、刻下の急務は挙国軍事を後援すべきであると言うのに2人は奮い立ち、初志はうちすてて帝国軍人の後援機関を創立し、その会を軍人遺族救護義会と称し、会員を募集した（1896年（明治29年）1月5日）。1899年（明治32年）、社団法人組織とし、日露戦争ののち明治39年、帝国軍人後援会と改称した。
目的は帝国軍人の後援となり、軍人に後顧の憂なからしめ、義勇奉公の精神を涵養させることであった。
目的の達成のためにおおむね軍人ならびに帝国軍人であった者およびその家族、遺族の保護、慰謝、軍人の善行推奨、機関誌『後援』の刊行、その他軍人の後援のために必要な事業が実施された。
事務所は東京市牛込区若松町に置かれ、枢要な各地には支会が設けられ、市区町村には分会が置かれた。
総裁には皇族を載き、会員は名誉会員、有功会員、特殊会員、特別会員、通常会員および賛助会員の6種あり、役員は会長1名、副会長2名、理事、監事および評議員若干名が置かれた。初代総裁は伏見宮貞愛親王、初代会長は長谷信篤、ついで坊城俊章、榎本武揚、大隈重信、目賀田種太郎、清浦奎吾、松平頼寿。
事業の中で
金品の贈与は保護の必要のある者に諸種の事項を斟酌して定期にまたは臨時に贈与し、同一家族に対して年額200円以内。
奨学は就学し得ない者に月額25円以内の学資を貸与する。
保育は14歳未満の者に月額10円以内の保育費を給する。
恩給、年金受給者に資金の貸与、青年訓練を受ける者および中学校以上の学生、生徒で教練中、傷病にかかり、または死没した者に慰謝金を贈与した。
1938年（昭和13年）帝国軍人後援会、大日本軍人後援会、振武育英会の三団体が統合されて恩賜財団軍人援護会が発足。発展的解消を遂げた。

## 勅語
日露戦争の講和条約であるポーツマス条約から約8か月後に、明治天皇から帝国軍人後援会への勅語が存在する（1906年6月7日）。
```
明治三十七 八年の戦役に際し、時に及び財を募り、以て軍人、家族、遺族、廃兵救護の経営に資し、克く軍人援護の績を致せり。朕深く之を嘉す。
```

## 歴代役員

### 総裁
1. 伏見宮貞愛親王 - 皇族、軍人
2. 閑院宮載仁親王 - 皇族、軍人、日本赤十字社総裁

### 創立者
川上操六 - 華族・軍人

### 会長
1. 長谷信篤 - 華族、政治家
2. 坊城俊章 - 華族、軍人、政治家
3. 榎本武揚 - 華族、軍人、国務大臣、政治家
4. 大隈重信 - 華族、政治家、内閣総理大臣
5. 目賀田種太郎 - 華族、法学者、枢密顧問官
6. 清浦奎吾 - 華族、政治家、内閣総理大臣
7. 松平賴壽 - 華族、政治家（なお、松平は1944年に死去しているが後任会長不明）

### 副会長
- 土屋光春 - 華族、軍人

### 戦時資料
- 帝国軍人後援会『社団法人帝国軍人後援会史』、1940年。

### 歴史書
- 山村睦夫「帝国軍人援護会と日露戦時軍事援護活動」日本史研究358、1992年6月、研究ノート。別組織「帝国軍人援護会」についての論考だが、関連する記述がある。